# 火鳥四
鳳凰座ε，又名CD-46 18，HD 496、SAO 214983、HR 25，是鳳凰座的一颗恒星，视星等为3.88，位于銀經324.34，銀緯-69.6，其B1900.0坐标为赤經0h 4m 20.2s，赤緯-46° -69.6′ 57″。